# Broken Islands (Hauraki Gulf)
Die Broken Islands, auch Pig Islands genannt, sind eine Inselgruppe an der Südwestseite von Great Barrier Island im Norden der Nordinsel von Neuseeland.

## Geographie
Die Inselgruppe, die von West nach Ost und von Nord nach Süd gelistet aus den Inseln
- Motutaiko Island – 20 ha,
- Papakuri Island – 0,36 ha,
- Rangiahua Island (Flat Island) – 61 ha,
- Mahuki Island (Anvil Island) – 45 ha,
- Little Mahuki Island – 2,3 ha, und

einer kleinen südlich von Mahuki Island, 1,3 ha großen Insel besteht, befindet sich südwestlich angrenzend an Great Barrier Island.
Rangiahua Island, die größte und mit einer Länge von rund 1,5 km, die längste Insel der Gruppe, liegt mit einer Entfernung von rund 300 m Great Barrier Island am nächsten. Motutaiko Island ist mit 105 m die höchste Insel und Rangiahua Island von den drei größten Insel mit knapp über 40 m auf ihre Größe gesehen die flachste Insel, weswegen sie auch Flat Island genannt wird. Die Abstände zwischen den Inseln von Broken Islands, die sich in einem Bogen aneinanderreihen, variieren zwischen 20 m und maximal 180 m.
Die Inselgruppe Junction Islands – 9,83 ha, die aus 4 Inseln besteht und sich lediglich rund 565 m östlich erhebt, zählt nicht mehr zu Broken Islands.

## Population
Die Inseln Rangiahua Island und Little Mahuki Island sind bewohnt.

## Flora und Fauna
Bis auf Mahuki Island sind alle anderen Inseln mit Bäumen sehr spärlich bewachsen. Mahuki Island hingegen verfügt über größere Flächen von Wald und Buschland. Die Inseln Rangiahua Island und Little Mahuki Island werden landwirtschaftlich genutzt.